# 운 카미노 아시아 엘 데스티노
《운 카미노 아시아 엘 데스티노》(스페인어: Un camino hacia el destino)은 2016년 방영된 멕시코의 텔레노벨라이다.